# Slaget vid Hohenlinden
Slaget vid Hohenlinden var ett fältslag under revolutionskrigen. Slaget ägde rum den 3 december 1800 vid byn Hohenlinden 26 km öster om München mellan franska trupper under befäl av general Jean Victor Moreau och österrikiska trupper under befäl av ärkehertig Johan. Slaget ändade med en avgörande fransk seger.
Österrikarna, som trodde fransmännen vara stadda på återtåg, framryckte på flera kolonner utan samband med varandra och uppehölls dessutom av dåliga vägar. Fransmännen sysselsatte några av dessa kolonner och kastade sig med övermakt över andra, slog dem i grund samt tog fångar, kanoner och tross.